# 新発田市コミュニティバス

新発田エリアのバス路線図（2018.4.1改正）。桃色、紫色、青緑色の路線について本項で記述する。

新発田市コミュニティバス（しばたしコミュニティバス）は、新潟県新発田市で運行されているコミュニティバス。本項では「あやめバス」「川東コミュニティバス」についても記述する。

## 新発田市コミュニティバス
地域住民で構成されるNPO法人七葉が運行を担い、市北東部の加治・菅谷地区と中心市街地を結んでいる。新発田駅を起点に運行しており、途中のバス停で乗り換えるフィーダー路線も設けられている他、朝の通勤通学時には市内の高等学校各校へ向かう路線も設けられている。また、小・中学生のスクールバスとしての役割も担っている。2018年4月時点では以下のように運行されている。
- 新発田駅 -（七葉中学校前）- 黒岩 - 小出口 - 上荒沢
- 新発田駅 -（七葉中学校前）- 加治 - 小出口 - 上荒沢
- 新発田駅 -（七葉中学校前）- 黒岩 - 熊出
- 新発田駅 -（七葉中学校前）- 加治 - 熊出
  - 七葉中学校前バス停は相互乗換えバス停。上記路線は一部時間帯において同バス停始発・終着となる。
  - 平日4便・土休日2便は加治・菅谷方面から新発田駅に到着後、「あやめバス・内回り」）となり、再び新発田駅から加治・菅谷方面へ向かう。
  - 上り（市街地方面）の平日朝には、各方面から4台のバスが七葉中学校前に集結した後、西新発田高校経由中央高校行、商業高校・新発田駅経由新発田高校行、農業高校・南高校行、黒岩・七葉小学校行の4便となり相互に乗換えが行われるという場面もある。

運賃など
- 市街地 - 加治・菅谷地区：200円（小中学生100円、乳幼児・障害者無料）
- 市街地内、加治・菅谷地区内で乗降車：100円（小中学生50円、乳幼児・障害者無料）
- 前のり・前払い方式であり、整理券不要
- 現金のほか定期券、回数利用券（後述）が利用可能（ICカード不可）

## 市街地循環バス「あやめバス」

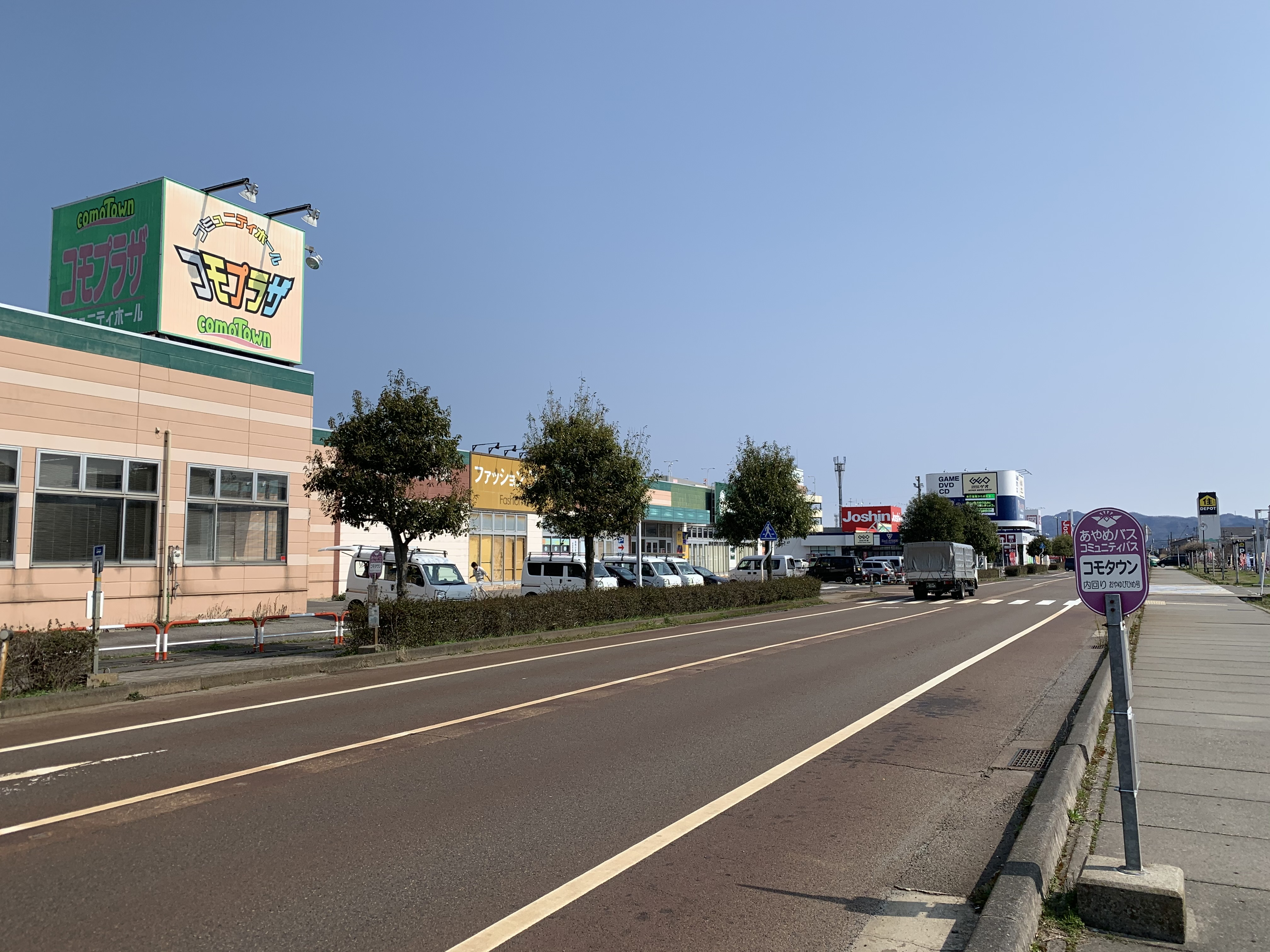
あやめバス「コモタウン」バス停

中心市街地を循環するバスとして、新発田駅前から続く商店街や新発田市役所「ヨリネスしばた」、大型商業施設、病院などを結ぶ形で運行している。運行は新潟交通観光バス 新発田営業所が担っており、車両は専用塗装の小型バス「おやゆびひめ」号、「いっすんぼうし」号のほか、直通便では新発田市コミュニティバスや川東コミュニティバスの中型・小型バスが用いられる。2018年4月時点では以下のように運行されている。
- （新発田営業所 - ）新発田駅 - 新発田病院 - カトリック教会前 - 城北町 - コモタウン - イオンモール - 西新発田駅前 - 豊浦病院前 - 農業高校前 - 駅前通 - 新発田駅 ( - 新発田営業所)
  - 内回り（新発田病院・城北町先回り）は「おやゆびひめ」号で運転される便のほか、新発田市コミュニティバス直通便がある。
  - 外回り（駅前通・西新発田駅先回り）は「いっすんぼうし」号で運転される便のほか、川東コミュニティバス直通便がある。
  - 毎日運行されるが、土休日および年末年始は運行本数が減少する。

運賃など
区間均一で1回乗車100円（小中学生50円、未就学児・身障者無料）となっており、現金のほか回数利用券（後述）が利用可能（ICカード不可）。あやめバスおよび新発田市コミュニティバスの車両では前のり・前払い方式であり整理券不要だが、川東コミバスから直通する便では後のり・後払い方式であり整理券が必要となる。
その他
- イオンモール新発田では、乗客に片道分の乗車券を進呈するサービスを行っている（経緯は後述）[6]。

## 川東コミュニティバス
従来の路線バスを再編する形で運行が開始され、市南東部の川東地区と中心市街地を結んでいる。新発田駅を起点に運行しており、途中のバス停で乗り換えるフィーダー路線も設けられている他、朝の通勤通学時には市内の高等学校各校へ向かう路線も設けられている。運行は新潟交通観光バス 新発田営業所が担っており、車両は専用塗装の小型バス日野・ポンチョ1台およびマイクロバス三菱ふそう・ローザ3台のほか、新潟交通観光バスの路線用中型バス1台が用いられる。2018年4月時点では以下のように運行されている。
- 新発田駅 - （川東小） - 宮古木村中
- 新発田駅 - （川東小） - 上板山 - 荒清水・小戸
- 新発田駅 - （川東小） - 南俣
- 新発田駅 - （川東小） - 三光
- 新発田駅 - 川東小・下高関
  - 平日のみの運行で、土休日および年末年始、お盆は全便運休となる。
  - 川東小バス停は相互乗換えバス停。上記路線は一部時間帯において同バス停始発・終着となる。
  - 平日3便は川東方面から新発田駅に到着後、「あやめバス・外回り」（前述）となり、再び新発田駅から川東方面へ向かう。

運賃など
距離に応じて100円または200円（小学生半額、未就学児・身障者無料）となっており、現金のほか回数利用券（後述）が利用可能（ICカード不可）。整理券を用いた後払い方式であり、乗り継ぎの際には運転士から「乗り継ぎ券」をもらう。2ドア車両は後ろが入口、前が出口となる。

## 回数利用券
新発田市コミュニティバスでは回数券（当事業における名称は「回数利用券」）を発売している。
100円券11枚綴り（1000円）と50円券11枚綴り（500円）の2種類があり、組み合わせての使用も可能。加治・菅谷線、あやめバス、川東コミュニティバスのいずれも使用できる。
主な販売箇所
- バス車内、新発田市観光協会（駅前イクネスしばたミント館）、新発田市役所（市民生活課・市民まちづくり支援課）、新発田市加治川支所、いきいき館、新発田市カルチャーセンターなど。その他詳細は外部リンクを参照。

## 沿革
新潟交通北（現新潟交通観光バス）新発田営業所は、新発田市中心部から郊外各方面に至る路線バスを運行しているが、その多くが赤字運営で、新発田市は同社に年間約6,000万円の補助金を出資して路線を維持してきた（廃止代替バス）。しかしマイカー志向が高く、少子化が進むなど利用者は減少の一途をたどっていた。同社の路線は市北東部の加治・菅谷地区へも運行されており、朝夕にはスクールバスも運行されていたが、この路線もそもそも廃止代替路線であり、市の補助金が約4,800万円投入されていた上に運行本数も少なく不便で、他路線同様、利用者減少に歯止めが掛からない状況となっていた。しかし高齢者が多く公共交通を維持することは不可欠であること、更に市の補助金を削減し、地域の観光資源の開拓を進めたいという観点から、2005年7月から市と住民が検討を進めた結果、地元住民が運営主体となるNPO法人を設立し、道路運送法80条の「福祉バス」として運行することを決定した。こうして「NPO法人七葉」が設立され、運行計画を策定。運転経験がある退職者を運転士として雇用し、中型バス5両を使って、市中心部から加治地区を経由して北部の菅谷地区へ向かう路線の運行を2006年10月1日から開始した。
また、市はこれとは別に市街地を循環する路線の設置を検討してきた。2005年4月にオープンしたイオン新発田ショッピングセンター（現在のイオンモール新発田）が市街地の顧客の利便性を確保するため、新発田駅発着で市街地を巡回する無料送迎バスを運行したところ、月間約5,000名の利用者があることから、市は需要が見込めるとして、この送迎バスの運行体制を基にしたコミュニティ路線を設置することを決めた。まず菅谷地区の路線の一部を、新発田駅到着後に市街地を循環させる形で運行を開始。2006年11月1日からは新潟交通北（当時）も循環バスの運行に加わり、概ね30～60分間隔での本格運行を開始した。この循環線の運行開始に伴ってイオン新発田SCの無料送迎バスは運行を終了。代替措置として、SC内で商品を購入した乗客にバス回数券（100円券2枚=往復分、のちに1枚=片道分のみに変更）を進呈するサービスを開始した。当初は新潟交通観光バスの中型車両を使用していたが、市がその後循環バス専用の中型車両を新規購入し、新発田市出身の画家蕗谷虹児に因んで、主に左回り（新発田病院・城北町先回り）に使用する車両には「おやゆびひめ」、右回り（駅前通・西新発田駅先回り）に使用する車両には「いっすんぼうし」の挿絵をモチーフにした塗装が施され、愛称も付与された。
2009年4月1日、利用者からの意見や利用実績などを基にしたダイヤ改正を実施し、循環バスは西新発田駅・住吉町地内の運行経路を変更した。それまでイオン新発田SCの利用客は西新発田駅前でバスを乗降し、徒歩連絡を必要としていたが、この経路変更に伴ってSC北口に「ジャスコ北口」（現在は「イオン北口」に改称）バス停が新設された。前述のバス回数券1乗車分のサービスは同日以降、同バス停の利用者に対して行われている。
このコミュニティバスは国土交通省の「公共交通活性化プログラム」の指定を受けており、事業には国の補助金が活用された。また市街地循環バスは運行開始初年度の2006年から2009年3月末までの2年間、さらに2009年4月から期間を3年間延長し、利用者アンケートに寄せられた意見・要望等を踏まえつつ事業内容の見直しを行いながら、計5年間にわたって実証実験を実施した。その結果、2011年10月までの総利用者数は延べ44万人にのぼり、市街地循環バスは2012年度から正式事業化し本格運行を開始することが決定した。
これに合わせて循環バスに愛称を付与することも決定し、市民および市内に在勤・在学する近隣市町村在住者を対象に公募を実施した。その結果、愛称は新発田市の花でもあるアヤメに因んだ「あやめバス」に決定し、この愛称の応募者の中から抽選された10名には10000円分の回数利用券が贈呈された。また2012年度から、循環バスの系統名称を「左回り・右回り」から、利用者に分かりやすい「内回り・外回り」に改称した。